# Bugs Bunny et Robin des bois
Pour plus de détails, voir Fiche technique et Distribution.
Bugs Bunny et Robin des bois (Rabbit Hood) est un cartoon Merrie Melodies réalisé par Chuck Jones en 1949 mettant en scène Bugs Bunny et le shérif de Nottimgam.

## Synopsis
Il y a un mur couvert d'avis de lutte contre le braconnage et d'avis de recherche de Robin des Bois et de Petit Jean. Bugs essaie de faire taire une alarme attachée à une carotte qu'il vient d'arracher à la parcelle de carottes du roi. Il est attrapé par le shérif de Nottingham et est sur le point d'être mis au supplice lorsque Petit Jean (représenté comme un gros balourd) apparaît et présente Robin des Bois. Cependant, Robin des Bois n'apparaît pas. Bugs et le shérif continuent de converser et Bugs détourne l'attention de ce dernier en mentant sur l'arrivée du roi. Bugs assomme le shérif pendant que celui-ci salue et s'enfuit.
En examinant le mur du jardin pour tenter de l'escalader, Bugs est poursuivi par le shérif jusqu'à la roseraie royale, que le shérif considère comme un "terrain royal". Là, Bugs dupe une fois de plus le shérif en se faisant passer pour un agent immobilier et en réussissant à vendre le terrain au shérif, qui prévoit de transformer le jardin en une "maison Tudor de six pièces". Le shérif construit la maison à moitié avant de se rendre compte qu'il a été trompé et, furieux, se venge, tout en se frappant la tête avec un marteau.
Le shérif tire une flèche qui frôle Bugs alors que celui-ci escalade le mur du jardin. Bugs tombe dans les mains de Petit Jean. Bugs en profite alors pour présenter plusieurs fois Petit Jean et le shérif l'un à l'autre, détournant une fois de plus l'attention du shérif. Pendant l'échange, le shérif aperçoit Bugs qui s'en va et se moque furieusement de Petit Jean. Bugs convainc le shérif que le roi est en effet en train d'arriver, tandis que le shérif essaie de ne pas se faire avoir une fois de plus. Mais lorsque le shérif se retourne pour se prouver que Bugs ne fait que mentir, il est surpris de voir Bugs habillé d'abord en joueur de clairon, puis en crieur royal avant de réapparaître en tant que Roi. Le shérif, reconnaissant Bugs comme le roi, s'incline obligeamment. La célèbre scène de chevalerie s'ensuit, les titres devenant progressivement de plus en plus absurdes. Ensuite, le shérif, déjà étourdi par les coups répétés, chante "London Bridge Is Falling Down" et tombe sur un gâteau rapidement préparé par Bugs pendant la chanson.
Bugs entend à nouveau Petit Jean présenter Robin des Bois, mais Bugs l'interrompt et se moque de Petit Jean, se souvenant que Robin n'était pas apparu la première fois. Cette fois-ci, cependant, Petit Jean dit à Bugs de ne pas "parler méchamment comme ça", car cette fois-ci, il dit la vérité, et Robin apparaît effectivement (joué par Errol Flynn, dans une séquence en direct des Aventures de Robin des Bois). Mais Bugs balaie tout cela d'un revers de main en disant "Non, c'est idiot, ça ne peut pas être lui".

## Fiche technique
genre : Animation, Comédie